# Токмачева, Тамара Владимировна
Токмачева Тамара Владимировна (17 июня 1962, Луганск) — главный тренер сборной команды Украины по прыжкам в воду. Заслуженный тренер Украины, заслуженный работник физической культуры и спорта Украины.

## Биография
Родилась и выросла в Луганске. В 1983 году окончила Ворошиловградский педагогический институт по специальности «Физическое воспитание».
С 1992 года работает тренером по прыжкам в воду. В 2005 году стала главным тренером штатной сборной команды Украины по прыжкам в воду и возглавляет национальную сборную по сей день. Воспитала целую плеяду заслуженных мастеров спорта и мастеров спорта международного класса. Удостоена награды Орден Княгини Ольги ІІІ степени.
В 2008 году сборная команда Украины по прыжкам в воду под руководством Тамары Токмачевой завоевала бронзовую медаль на Олимпийских играх в Пекине. Кабинетом министров Украины ей была назначена стипендия за подготовку спортсменов для участия в Олимпийских и Паралимпийских играх.

## Награды
- Орден княгини Ольги II ст. (9 сентября 2017 года) — за весомый личный вклад в развитие и популяризацию физической культуры и спорта в Украине, достижение высоких спортивных результатов и многолетнюю плодотворную профессиональную деятельность[5].
- Орден княгини Ольги III ст. (9 сентября 2011 года) — за весомый личный вклад в развитие и популяризацию физической культуры и спорта в Украине, высокое мастерство и многолетнюю плодотворную профессиональную деятельность[6].
- Заслуженный работник физической культуры и спорта Украины (10 сентября 2008 года) — за весомый личный вклад в развитие и популяризацию физической культуры и спорта в Украине, профессионализм и достижения высоких спортивных результатов[7].